# Oro Mensah
 (février 2025).
Motif : Absence de source secondaire centrée d'envergure nationale.
- Archive Wikiwix
- Bing
- Cairn
- DuckDuckGo
- E. Universalis
- Gallica
- Google
- G. Books
- G. News
- G. Scholar
- Persée
- Qwant
- (zh) Baidu
- (ru) Yandex
- (wd) trouver des œuvres sur Wikidata

| 1. | Préciser le motif de la pose du bandeau. | Précisez le motif de la pose du bandeau en utilisant la syntaxe suivante : {{admissibilité à vérifier\|date=mars 2025\|motif=remplacez ce texte par le motif}}                  |
| 2. | Informer les utilisateurs concernés.     | Pensez à avertir le créateur de l'article, par exemple, en insérant le code ci-dessous sur sa page de discussion : {{subst:avertissement admissibilité à vérifier\|Oro Mensah}} |

Oliver Sauter est un catcheur (lutteur professionnel) suisse, qui travaille pour la World Wrestling Entertainment sous le nom d'Oro Mensah dans la division NXT en tant que membre des Meta-Four. 
Il a également catché sous le nom d'Oliver Carter dans la division NXT UK.

## Carrière de catcheur

### World Wrestling Entertainment (2019-...)

#### Débuts et NXT UK (2019-...)
Le 10 décembre 2020 à NXT UK, il perd contre Jordan Devlin et ne remporte pas le NXT Cruiserweight Championship[réf. nécessaire].
Le 2 juin 2022 à NXT UK, lui et Ashton Smith battent Moustache Mountain (Trent Seven et Tyler Bate) dans un Triple Threat Match qui incluait également Die Familie (Teoman et Rohan Raja) et remportent les NXT UK Tag Team Championship,,. Le 23 juin à NXT UK, ils rendent leur titres vacants à la suite d'une blessure au genou de Ashton Smith.

## Palmarès
- Championship Of Wrestling
  - 1 fois cOw Interstate Championship
  - 1 fois cOw Heavyweight Championship

- German Wrestling Federation
  - 1 fois GWF Tag Team Championship avec Senza Volto

- German Hurricane Wrestling
  - 1 fois GHW Zero Gravity Cup Championship

- New European Championship Wrestling
  - 1 fois New World Heavyweight Championship

- Swiss Championship Wrestling
  - 1 fois SCW Tag Team Championship avec Cash Crash

- Swiss Wrestling Entertainment
  - 1 fois SWE Championship

- World Wrestling Entertainment
  - 1 fois NXT UK Tag Team Championship avec Ashton Smith